# Ambérieu-en-Bugey
Pour les articles homonymes, voir Ambérieux et Bugey.
Ambérieu-en-Bugey (prononcé [ɑ̃.be.ʁjø ɑ̃ by.ʒɛ]) est une commune française, située dans le département de l'Ain en région Auvergne-Rhône-Alpes. Elle appartient à l'aire urbaine de Lyon ainsi qu'à la région naturelle historique du Bugey. C'est la ville la plus peuplée de l'arrondissement de Belley. Elle est peuplée de 15 554 habitants en 2022.
Elle est également le bureau centralisateur du canton d'Ambérieu-en-Bugey, qui regroupe dix-huit communes pour 31 885 habitants en 2022. Enfin, elle est la ville-centre d'une unité urbaine de 18 576 habitants en 2022.
Ses habitants sont appelés les Ambarrois. La ville s'est appelée « Ambérieu » jusqu'au 31 mars 1955, date à laquelle elle est devenue « Ambérieu-en-Bugey ».
La ville est connue pour avoir été un important nœud ferroviaire mais également pour avoir obtenu la Croix de guerre 1939-1945 avec citation, à la Libération.
Selon le classement « Où fait-il bon vivre en France ? » réalisé par Les Échos en 2015, le bassin d'emplois d'Ambérieu est au 3e rang sur 304 zones répertoriées.

## Géographie

### Situation
La ville d'Ambérieu-en-Bugey se situe au sud du département de l’Ain à 16 km au nord-est de Meximieux, à 30 km au sud-est de Bourg-en-Bresse, à 46 km au nord-ouest de Belley, à 51 km au nord-est de Lyon, à 55 km au sud-ouest d’Oyonnax, à 76 km au nord-ouest d'Aix-les-Bains et à 101 km au sud-ouest de Genève (Suisse).
Ambérieu-en-Bugey est située au pied des contreforts occidentaux du Jura (montagnes du Bugey) et s'ouvre sur la plaine de l'Ain, au débouché de la cluse de l'Albarine.

### Communes limitrophes
| Ambronay             | Douvres           | Ambronay               |
| Château-Gaillard     | Ambérieu-en-Bugey | Saint-Rambert-en-Bugey |
| Saint-Denis-en-Bugey | Bettant           | Torcieu                |

### Climat
Pour des articles plus généraux, voir Climat d'Auvergne-Rhône-Alpes et Climat de l'Ain.
En 2010, le climat de la commune est de type climat des marges montargnardes, selon une étude du CNRS s'appuyant sur une série de données couvrant la période 1971-2000. En 2020, Météo-France publie une typologie des climats de la France métropolitaine dans laquelle la commune est exposée à un climat de montagne ou de marges de montagne et est dans une zone de transition entre les régions climatiques « Bourgogne, vallée de la Saône » et « Jura ».
Pour la période 1971-2000, la température annuelle moyenne est de 11,3 °C, avec une amplitude thermique annuelle de 18 °C. Le cumul annuel moyen de précipitations est de 1 261 mm, avec 11 jours de précipitations en janvier et 7,7 jours en juillet. Pour la période 1991-2020, la température moyenne annuelle observée sur la station météorologique de Météo-France la plus proche, « Ambérieu », sur la commune de Château-Gaillard à 4 km à vol d'oiseau, est de 11,9 °C et le cumul annuel moyen de précipitations est de 1 117,5 mm,. Pour l'avenir, les paramètres climatiques de la commune estimés pour 2050 selon différents scénarios d'émission de gaz à effet de serre sont consultables sur un site dédié publié par Météo-France en novembre 2022.
| Mois                                  | jan.             | fév.             | mars             | avril           | mai             | juin           | jui.            | août          | sep.            | oct.            | nov.            | déc.            | année      |
| ------------------------------------- | ---------------- | ---------------- | ---------------- | --------------- | --------------- | -------------- | --------------- | ------------- | --------------- | --------------- | --------------- | --------------- | ---------- |
| Température minimale moyenne (°C)     | −0,1             | 0                | 2,6              | 5,5             | 9,5             | 13             | 14,7            | 14,4          | 10,9            | 8,1             | 3,5             | 0,8             | 6,9        |
| Température moyenne (°C)              | 3,2              | 4,2              | 8                | 11,3            | 15,2            | 19             | 21,1            | 20,9          | 16,7            | 12,6            | 7,1             | 3,9             | 11,9       |
| Température maximale moyenne (°C)     | 6,5              | 8,4              | 13,5             | 17,1            | 20,9            | 25             | 27,5            | 27,3          | 22,4            | 17,1            | 10,8            | 7               | 17         |
| Record de froid (°C) date du record   | −26,9 23.01.1963 | −20,8 05.02.1963 | −15,5 07.03.1971 | −6,1 08.04.1956 | −3,3 01.05.1960 | 1,3 04.06.1962 | 3,6 08.07.1954  | 3 30.08.1986  | −1,2 27.09.1972 | −7,2 31.10.1997 | −10 27.11.1955  | −17,3 20.12.09  | −26,9 1963 |
| Record de chaleur (°C) date du record | 18,1 10.01.15    | 22,9 28.02.1960  | 26,6 22.03.1990  | 29,1 21.04.18   | 34,4 24.05.09   | 38,1 22.06.03  | 40,2 27.07.1983 | 41,2 24.08.23 | 35,4 05.09.1949 | 29,9 09.10.23   | 23,2 12.11.1995 | 21,3 18.12.1989 | 41,2 2023  |
| Ensoleillement (h)                    | 679              | 984              | 170              | 1 936           | 2 203           | 2 519          | 2 878           | 2 611         | 1 889           | 1 216           | 728             | 549             | 1 989      |
| Précipitations (mm)                   | 84,9             | 70               | 75               | 87,2            | 106,4           | 88,8           | 86              | 83            | 106,1           | 117,7           | 117,9           | 94,5            | 1 117,5    |

### Relief et géologie
Le territoire communal a une altitude comprise entre 237 m et 753 m.
Le sous-sol a fait l'objet d'une importante activité économique dans la région d'Ambérieu, au XIXe siècle et jusqu'à la première moitié du XXe siècle ; par exemple, l'extraction de lignite (utilisé en particulier pour le chauffage) était une activité importante à Ambérieu, durant la Première Guerre mondiale.
Ambérieu-en-Bugey témoigne des caractéristiques du Bugey sur le plan géologique : la région est composée d'un relief montagneux plissé, partiellement karstifié, qui est la prolongation méridionale du massif du Jura. La datation des roches calcaires du Bugey se situe entre le Jurassique pour les anticlinaux et le Crétacé pour les synclinaux. Les plissements sont bien visibles selon les affleurements et les falaises.

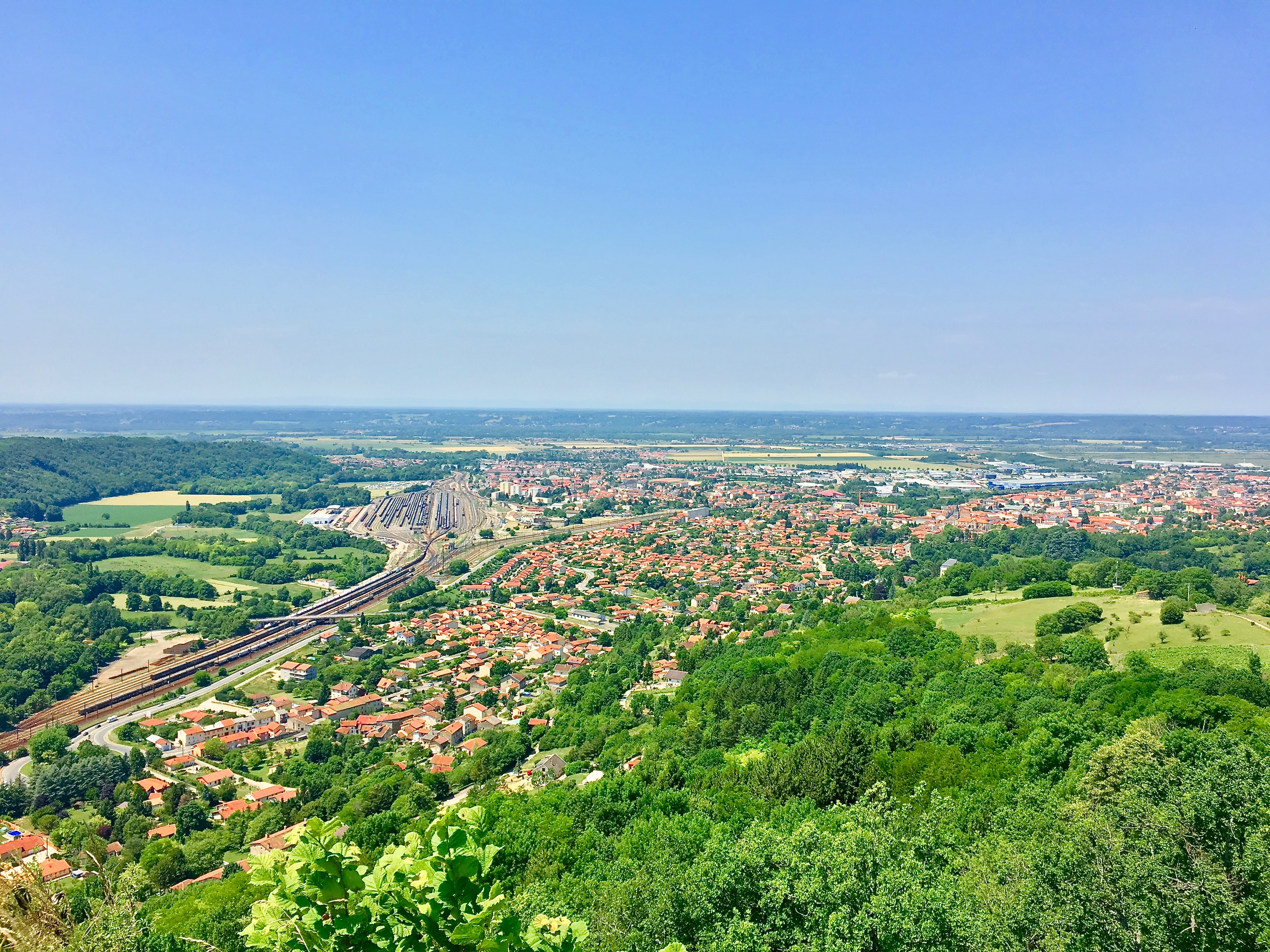
Ambérieu et la plaine de l'Ain au loin vue du Bugey à l'est de la ville.

### Hydrographie
On dénombre plusieurs cours d'eau à Ambérieu-en-Bugey. Outre l'Albarine qui coule à Ambérieu-en-Bugey, deux ruisseaux eux-mêmes affluents de l'Albarine coulent sur le territoire de la commune : le ruisseau du Seymard, long de 15,5 km et la Caline, ruisseau long de 3,4 km.

### Voies de communication et transports

#### Transport ferroviaire

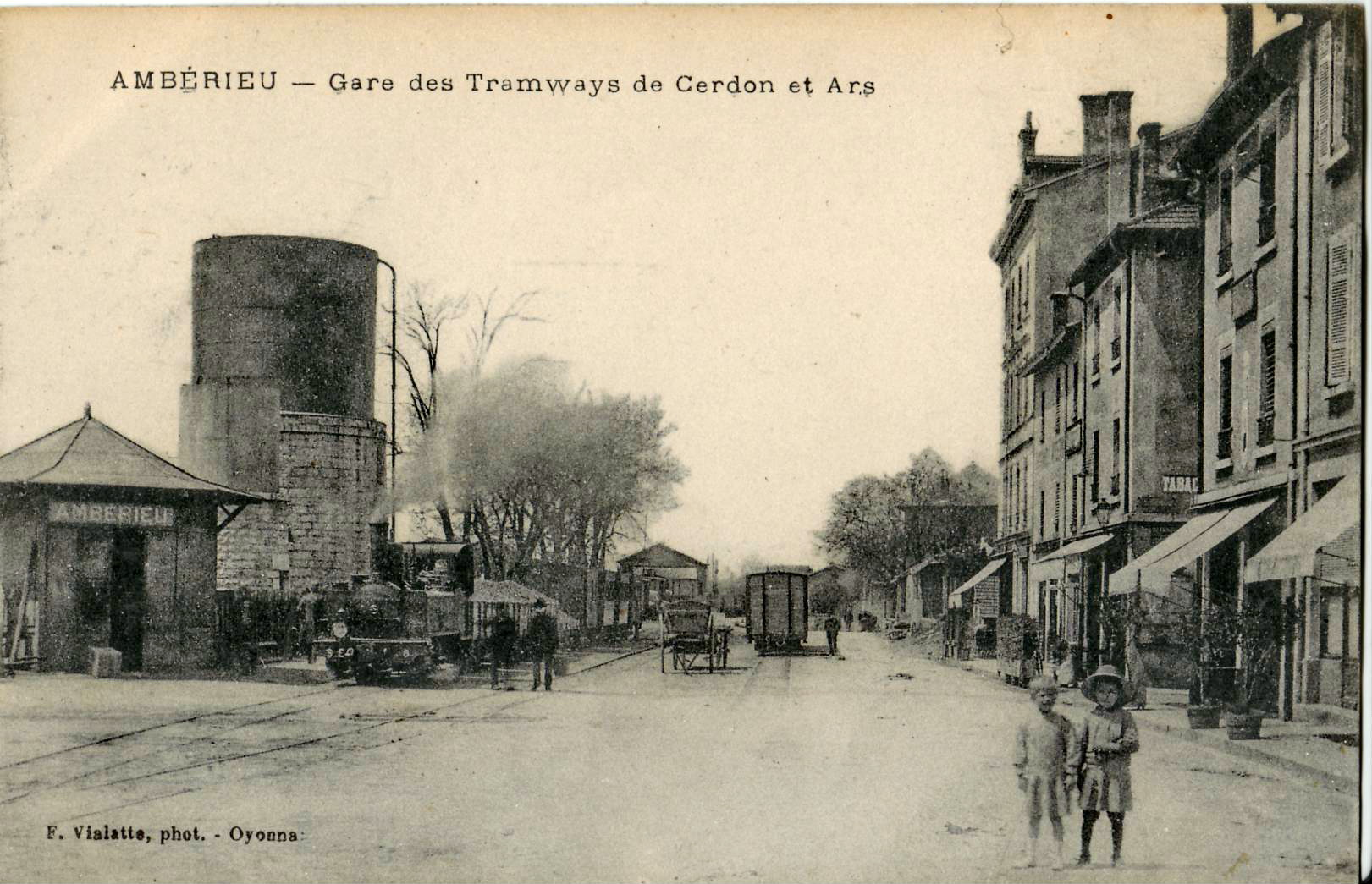
La ville était également desservie, de 1897 à 1951, par les Tramways de l'Ain, un chemin de fer secondaire à voie métrique la reliant à Cerdon et Ars.
On en voit ici la gare.

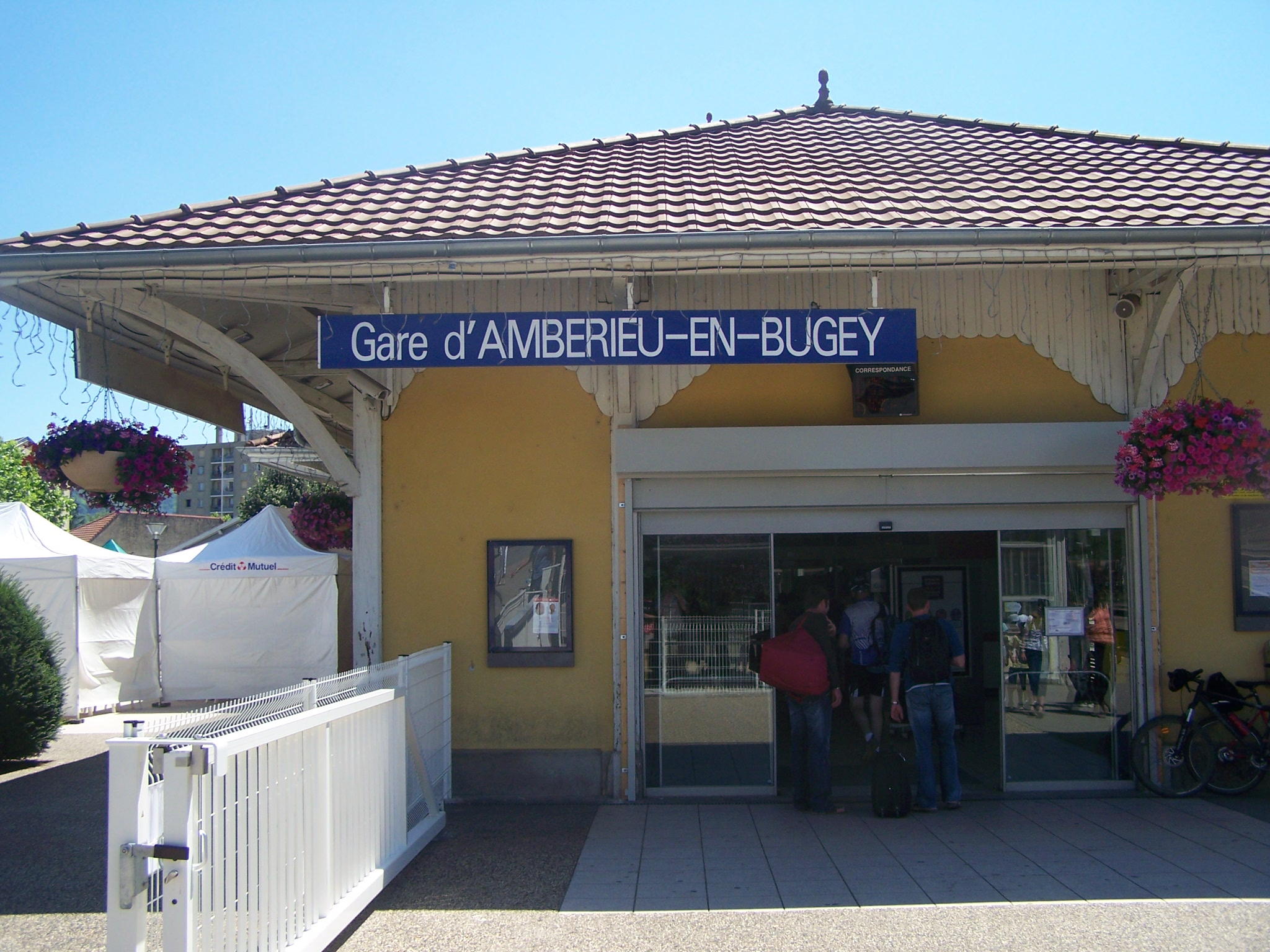
Entrée de la gare d'Ambérieu.

La gare d'Ambérieu-en-Bugey qui se situe à la jonction de la ligne Mâcon - Ambérieu avec la ligne Lyon - Genève est desservie par de nombreux TER à destination de Lyon, de Bourg-en-Bresse, de Mâcon, de Dijon, d'Évian-les-Bains, de Besançon, de Strasbourg, de Culoz, de Genève, de Saint-Gervais-les-Bains, d'Aix-les-Bains et de Chambéry.

#### Historique
Historiquement, le chemin de fer a desservi la commune dès 1856, faisant de la ville un important nœud ferroviaire et de la gare, « l’un des plus grand centre [sic] de triage national ». Certaines lignes, aujourd'hui disparues (par exemple la ligne Ambérieu - Montalieu-Vercieu) témoignent d'une grande activité ferroviaire à Ambérieu-en-Bugey ; activité illustrant d'ailleurs l'essentiel des collections du musée du cheminot, depuis 1987.
Dans les années 1930, le nœud ferroviaire, parfois surnommé l'« étoile d'Ambérieu » compte 247 locomotives au dépôt ; le bourg compte alors environ 6 500 habitants et la compagnie des chemins de fer de Paris à Lyon et à la Méditerranée y emploie environ 2 150 cheminots.
Le 7 juin 1944, une opération est organisée par des cheminots résistants et des maquisards, elle met hors service 52 locomotives et de nombreux autres matériels. Cette action, en diminuant les capacités d'un site stratégique et en réduisant les communications de l'armée allemande, évite le bombardement du site par les alliés ; une stèle à proximité de la gare d'Ambérieu-en-Bugey rappelle ce fait d'armes.

#### Transports aériens

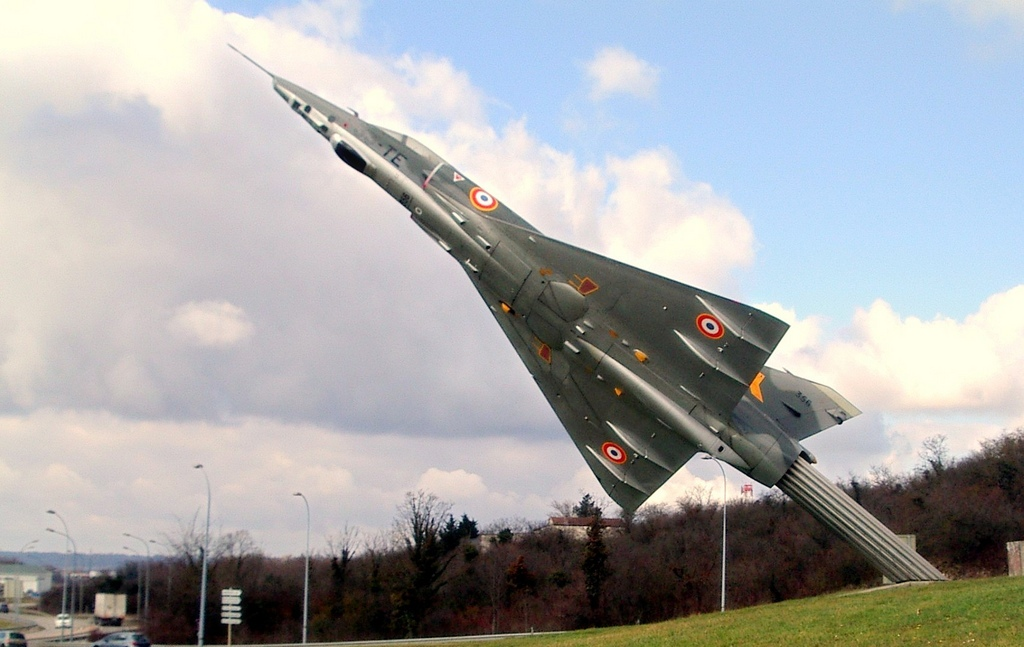
Représentation d'un Mirage, à Ambérieu-en-Bugey.

Depuis le début du XXe siècle, une certaine activité aérienne est présente à Ambérieu-en-Bugey ; à titre d'exemple, Antoine de Saint-Exupéry a reçu son baptême de l'air en juillet 1912, sur l'aérodrome civil de Bellièvre.
La base aérienne 278 Ambérieu-en-Bugey a été aménagée en août 1944, pendant la Seconde Guerre mondiale, comme terrain temporaire tous temps par l'United States Air Force XII Engineer Command. Nommée « base Colonel-Chambonnet », elle est aujourd'hui un centre d'approvisionnement et de réparation d'équipements électroniques de bord d'avions et matériels de détection de télécommunications au sol et d'aide à la navigation et centre de fabrication d'équipements simples.
Il existe aussi un aérodrome civil situé sur les communes voisines de Château-Gaillard et d'Ambronay.
La commune est également située à 43 kilomètres de l'aéroport de Lyon-Saint-Exupéry en empruntant la départementale qui est le trajet le plus court.

#### Historique
Plusieurs écoles de pilotage se sont succédé à Ambérieu-en-Bugey : l'école bressane d'Aviation, fondée en 1909 par Mignot et Harding, à laquelle s'associera la Société Aérienne de Lyon-Bron. En 1912, elle prendra le nom de Deperdussin-SPAD et sera dirigée par le pilote René Vidart. On peut également citer l'école de pilotage Louis-Mouthier, inaugurée en 1911. En 1915 était implantée l'école militaire de pilotage d'Ambérieu. Enfin, en 1928, l'école de pilotage Caudron quitte Le Crotoy dans la Somme pour s'installer à Ambérieu-en-Bugey. Cette école a formé Jean Mermoz et René Fonck.

#### Transports routiers
Le territoire de la commune est traversé par l'autoroute A42. Une sortie dessert la commune :  8 Ambérieu-en-Bugey, pour la direction Genève.
En outre, plusieurs routes départementales desservent la commune : la route départementale D 1075 (l'ancienne route nationale 75) qui relie Bourg-en-Bresse à Sisteron, la route départementale D 1504, (l'ancienne route nationale 504), qui relie Ambérieu-en-Bugey à la commune du Bourget-du-Lac et la route départementale D 904 (l'ancienne route dite du « Val de Saône »).
En 2007, sur 5 468 ménages ambarrois, 85,1 % des ménages possédaient au moins une voiture sachant que 35,1 % de l'ensemble des ménages possédaient au moins deux voitures.

#### Bus
Depuis le 4 janvier 2010, un réseau composé en 2018 de cinq lignes de bus a été mis en place en remplacement du service Ambar'bus. Le nouveau réseau porte le nom de TAM (Réseau de Transport Ambarrois) et voit ses horaires calés sur ceux de la ligne TER Lyon-Ambérieu. Le réseau fonctionne de 5 h 40 à 20 h 45 environ et transporte 208 passagers par jour.
La commune réfléchit aussi à l'élargissement du périmètre de transport urbain à des communes voisines.

## Urbanisme

### Typologie
Au 1er janvier 2024, Ambérieu-en-Bugey est catégorisée centre urbain intermédiaire, selon la nouvelle grille communale de densité à 7 niveaux définie par l'Insee en 2022.
Elle appartient à l'unité urbaine d'Ambérieu-en-Bugey, une agglomération intra-départementale dont elle est ville-centre,. Par ailleurs la commune fait partie de l'aire d'attraction d'Ambérieu-en-Bugey, dont elle est la commune-centre,. Cette aire, qui regroupe 15 communes, est catégorisée dans les aires de moins de 50 000 habitants,.

### Occupation des sols
L'occupation des sols de la commune, telle qu'elle ressort de la base de données européenne d’occupation biophysique des sols Corine Land Cover (CLC), est marquée par l'importance des forêts et milieux semi-naturels (49 % en 2018), une proportion sensiblement équivalente à celle de 1990 (49,3 %). La répartition détaillée en 2018 est la suivante : 
forêts (49 %), zones urbanisées (21,7 %), zones industrielles ou commerciales et réseaux de communication (12,7 %), zones agricoles hétérogènes (11,3 %), terres arables (3,5 %), espaces verts artificialisés, non agricoles (1,1 %), prairies (0,6 %).
L'évolution de l’occupation des sols de la commune et de ses infrastructures peut être observée sur les différentes représentations cartographiques du territoire : la carte de Cassini (XVIIIe siècle), la carte d'état-major (1820-1866) et les cartes ou photos aériennes de l'IGN pour la période actuelle (1950 à aujourd'hui).

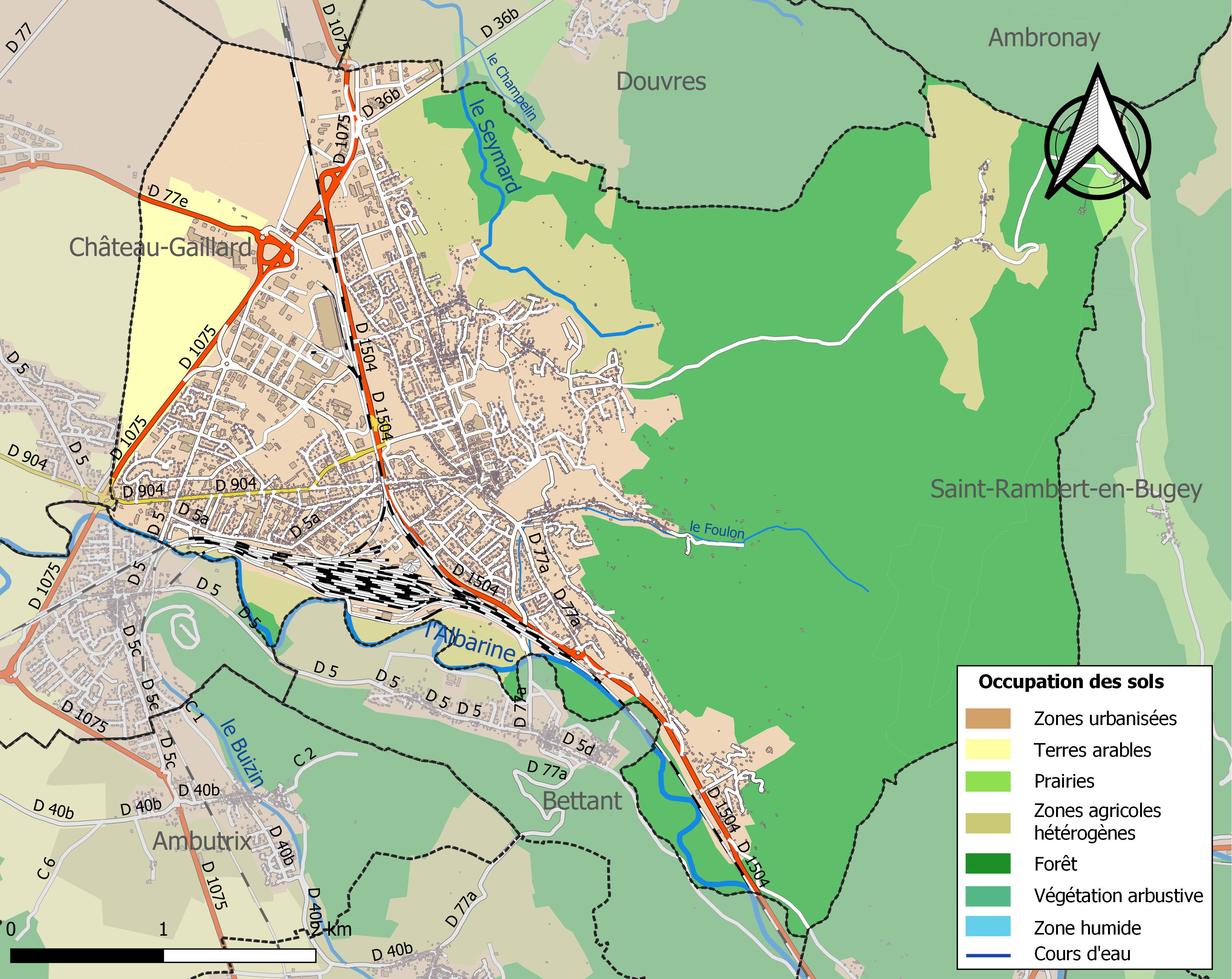
Carte des infrastructures et de l'occupation des sols de la commune en 2018 (CLC).

### Logement
En 2007, le nombre total de logements dans la commune était de 5 949 (contre 5 185 en 1999). Parmi ces logements, 91,9 % étaient des résidences principales, 2,1 % des résidences secondaires et 6,0 % étaient des logements vacants.
Ces logements étaient pour une part de 50,7 % de maisons individuelles et 48,6 % d'appartements. La proportion d'habitants propriétaires de leur logement était de 41,7 %.

## Toponymie

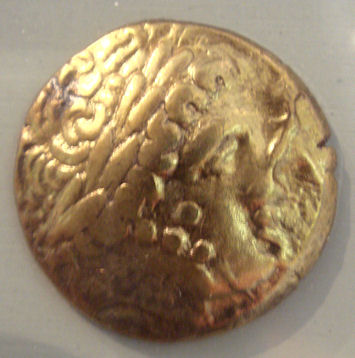
Monnaie en or des Ambarres, peuple gaulois occupant le territoire actuel du département de l'Ain et dont le nom explique le toponyme Ambérieu-en-Bugey.

Ambérieu est attesté sous la forme Villa Ambariacus en 853, ensuite Ambayreu en 1240.
Le second élément -acus, représente le suffixe d'origine gauloise *-āko(n), généralement noté -acum en latin. C'est un suffixe locatif à l'origine qui va plus tard désigner des villae gallo-romaines. Il a généralement évolué phonétiquement en -ieu dans la région. Le premier élément désignerait le peuple gaulois (peuple celte) des Ambarres dont le nom signifie « vivant des deux (*amb) côté de la Saône (Arar, la Saône) » ou serait un anthroponyme gaulois Ambarrius. Ambérieux-en-Dombes, Ambérieux, Ambérac et Ambeyrac sont des formations toponymiques analogues.
Le 31 mars 1955, Ambérieu devient Ambérieu-en-Bugey pour la différencier de ses homonymes.
En arpitan (francoprovençal, patois), Ambérieu s'écrit Ambèriô.

## Histoire

### Antiquité
On a trouvé au hameau de Saint-Germain des traces de stations gauloises et la présence des Romains y est attestée par la découverte de nombreuses poteries et médailles.
Un certain nombre de découvertes archéologiques relatives à l'Antiquité ont été réalisées à Ambérieu-en-Bugey :
- en 1839 ou 1840, est trouvé sur le territoire de la commune, un sarcophage d'enfant ;
- un document datant de 1856 rapporte la découverte de nombreuses monnaies datant du Haut Empire romain ;
- des vestiges d'une villa ont été mis au jour dans les années 1940 dans le quartier Saint-Germain ;
- dans le même quartier, sur l'aire des ruines du château de Saint-Germain, un niveau archéologique a été mis au jour ; il contenait des sépultures barbares mais également une chapelle datant du Haut Moyen Âge.

### Moyen Âge

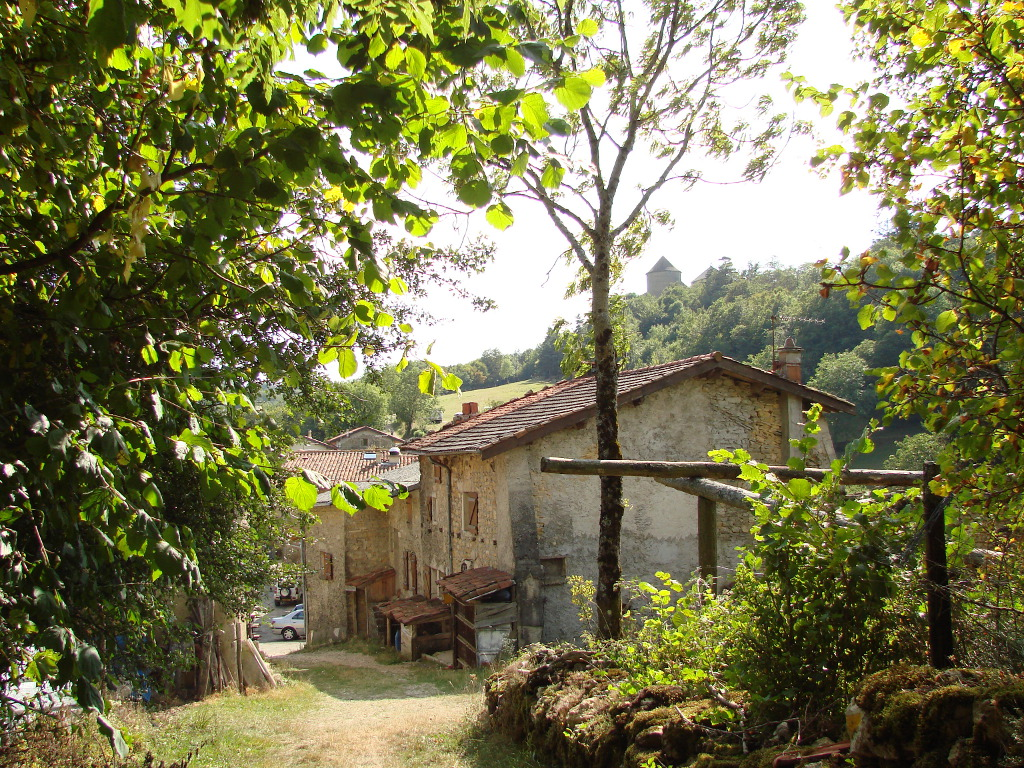
Le château des Allymes et le hameau de Brey-de-vent.

#### Période savoyarde
Le bourg fortifié d'Ambérieu est mis à sac et entièrement brulé le 12 avril 1321. Le comte de Savoie fait détruire les murailles et les tours nobles de la ville qui ne furent jamais reconstruites. Les habitants devinrent des serfs privés des libertés seigneuriales. Tout fut transféré dans le bourg neuf, fondé en 1325, que nous appelons maintenant le vieux Saint-Germain.
Entre 1321 et 1328, le comte de Savoie répare et renforce les défenses du château et fait construire un nouveau bourg en remplacement de celui d’Ambérieu ; actuel quartier du vieux Saint-Germain. En 1326, Saint-Germain devient chef–lieu de bailliage,.
En 1355, le traité de Paris fixe les limites entre les États de Savoie et le Dauphiné. La ville se situe alors sur la ligne de défense du comté de Savoie, face à la France. Une série de fortifications et de bâties est mise en place pour assurer la protection des marches de la Savoie. Le château des Allymes, la bâtie de Brey-de-Vent, le château de Saint-Germain et le château de Saint-Denis-en-Bugey participent à cette ligne de défense des possessions bugistes du comte de Savoie. Pérouges, cité savoyarde située dans la plaine joue un rôle commercial à la frontière avec le Dauphiné et la France jusqu'au traité de Lyon.

### Époque moderne

#### Rattachement à la France
Le 17 janvier 1601, le traité de Lyon rattache le Bugey, et donc Ambérieu, à la France. Ce traité entre le duc Charles-Emmanuel Ier de Savoie et le roi Henri IV de France intègre également à la France la Bresse, le Bugey (à l'époque, explicitement distingué du Valromey) et le pays de Gex.

### Époque contemporaine

#### Ambérieu sous le régime de Vichy
Ambérieu était un centre ferroviaire important pendant la période d'occupation allemande lors de la Seconde Guerre mondiale, utilisé par la Wehrmacht allemande principalement pour ses liaisons entre l'Allemagne et l'Italie. De nombreux actes de sabotage provenaient notamment des cheminots locaux.

##### Marcel Demia et les maquis de l'Ain
Fin 1941, Henri Romans-Petit est engagé dans le réseau Espoir à Saint-Étienne. Lors de la fête de Noël, un résistant indépendant, Marcel Demia, maraîcher-horticulteur de la commune d'Ambérieu-en-Bugey, s'y rend pour visiter ses parents. Les deux hommes se rencontrent et échangent leurs points de vue sur la situation. Leur engagement commun incite Henri Romans-Petit à découvrir l'organisation de la Résistance dans le département de l'Ain. Marcel Demia lui parle des jeunes réfractaires qu'il a placés dans des fermes isolées et des difficultés qu'il rencontre dans son organisation. Henri Romans-Petit arrive dans l'Ain en 1942 et commence à aider les réfractaires du STO à s'héberger. Ambérieu-en-Bugey compte aujourd'hui une rue Marcel-Demia. En octobre 1943, un Groupe de Travailleurs Étrangers (Groupe 128) est stationné à Ambérieu.

##### Jean Emery
Le 5 février 1944, Jean Emery, chef de gare d'Ambérieu, est arrêté et déporté en Allemagne. Il fut assassiné le 15 avril 1945 dans la forêt de Marienburg
Dans la nuit du 7 juin 1944, les cheminots et les maquisards mettent hors service 52 locomotives. Cela sauva la ville des raids aériens alliés, contribua à la désorganisation du trafic ferroviaire et à la libération de la ville.  L'action a été menée par un groupe de résistants composé de cheminots et d'étudiants de l'école militaire d' Autun , qui avaient rejoint le maquis de l'Ain un mois plus tôt.

##### La libération de la ville
La ville est libérée le 3 septembre 1944 par les troupes débarquées en Provence. Connue pour les actions de ses résistants, en particulier issus des maquis de l'Ain et du Haut-Jura, la ville est surnommée « Ambérieu la Rebelle » et sera décorée de la Croix de guerre 1939-1945 avec citation. Une grande fresque commémore la libération de la ville depuis décembre 2021.

## Politique et administration
La commune, instituée par la Révolution française, absorbe entre 1790 et 1794 celle de Les Allymes.

### Rattachements administratifs et électoraux
La commune se trouve dans l'arrondissement de Belley du département de l'Ain. Pour l'élection des députés, elle fait partie depuis 2012 de la cinquième circonscription de l'Ain.
Elle était depuis 1793 le chef-lieu du canton d'Ambérieu-en-Bugey. Dans le cadre du redécoupage cantonal de 2014 en France, ce canton, dont la commune est désormais le bureau centralisateur, est modifié, passant de 8 à 17 communes.

### Intercommunalité
La commune est la ville la plus peuplée de la communauté de communes de la Plaine de l'Ain, créée en 1973 sous le statut de district, et transformé en 1994 en SIVOM, et qui a pris son statut actuel de communauté de communes en 2002.

### Tendances et résultats politiques
Élections présidentielles
Résultats des seconds tours.
- Élection présidentielle de 2002[40] : 78,35 % pour Jacques Chirac (RPR), 21,65 % pour Jean-Marie Le Pen (FN), 75,03 % de participation.
- Élection présidentielle de 2007[41] : 52,08 % pour Nicolas Sarkozy (UMP), 47,92 % pour Ségolène Royal (PS), 79,07 % de participation.
- Élection présidentielle de 2017 : 58.89 % pour Emmanuel Macron (En marche !), 41,11 % pour Marine Le Pen (FN), 73,07 % de participation.
- Élection présidentielle de 2022 : 54.14 % pour Emmanuel Macron (En marche !), 45,86 % pour Marine Le Pen (RN), 72,06 % de participation.

Référendums
- Référendum sur le traité de Maastricht[42]: 54,88 pour le « Oui », 45,12 % pour le « Non », 69,98 % de participation.
- Référendum français sur le traité établissant une Constitution pour l'Europe[43]: 59,71 pour le « Non », 40,29 % pour le « Oui », 63,07 % de participation.

### Administration municipale
La commune compte entre 10 000 et 20 000 habitants, le conseil municipal est donc composé de 33 membres.

### Politique de développement durable
Plan de désherbage communal « zéro chimique »
La commune, à l'instar de Saint-Vulbas ou encore Pérouges, expérimente dès 2011 un plan de désherbage qui n'implique pas l'utilisation de produits chimiques.
Qualité de l'air
Partie prenante de la communauté de communes de la plaine de l'Ain, la commune d'Ambérieu-en-Bugey participe à ce titre aux actions de contrôle de la qualité de l'air, qualité potentiellement remise en cause par la proximité du parc industriel de la Plaine de l’Ain.
Gaz de schiste
Le sous-sol de la région d'Ambérieu-en-Bugey recèle du gaz de schiste. L'exploitation potentielle de ces gisements provoque en 2011 une certaine hostilité exprimée par des mouvements politiques locaux ; les actions de sensibilisation menées par ces mouvements sont diverses : diffusion, du documentaire Gasland — comme en juin 2011 — ou encore manifestations à Blyes, la principale commune concernée dans la région.

### Jumelages

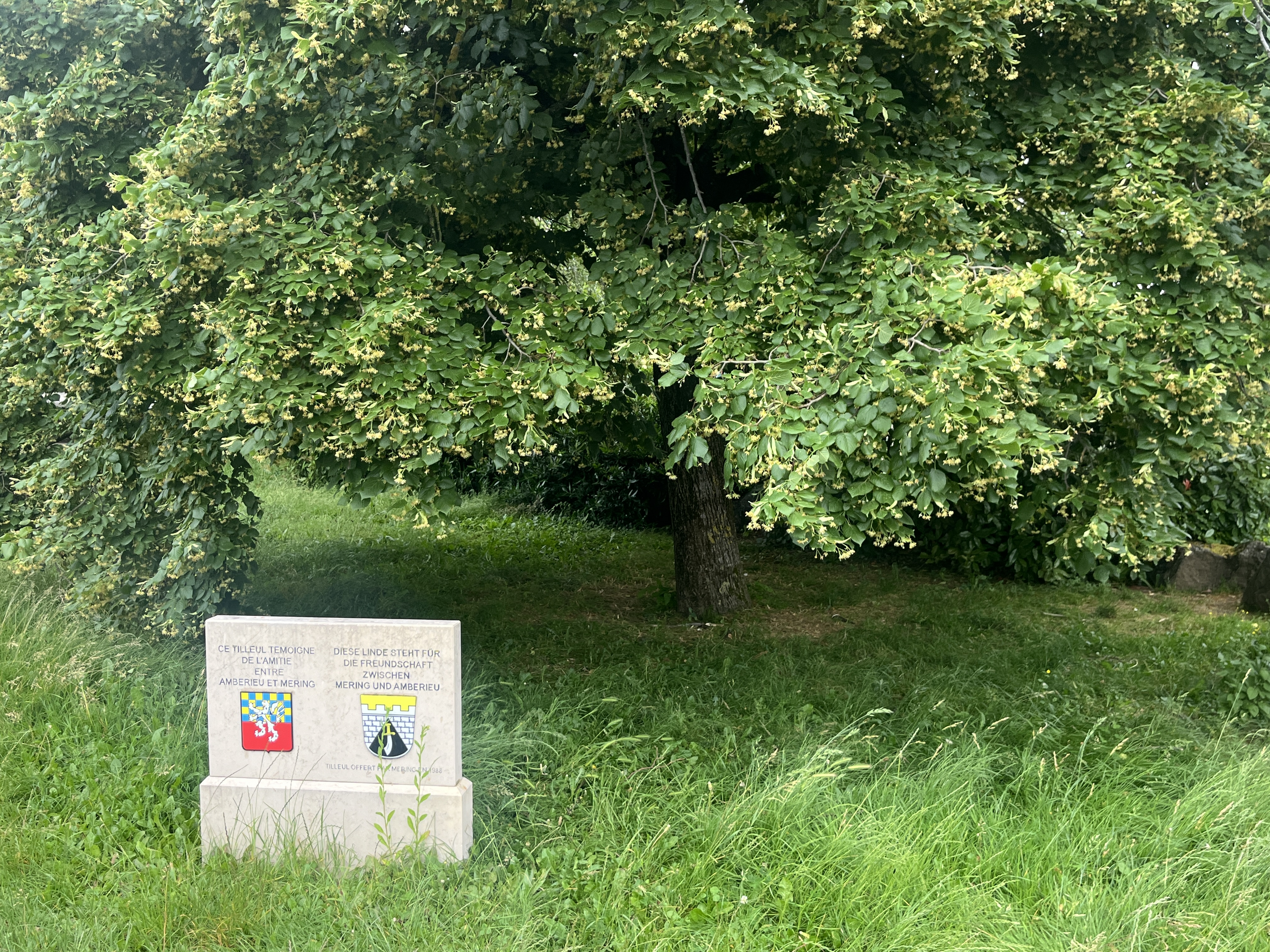
Tilleul et stèle de l'amitié entre Ambérieu et Mering à Ambérieu-en-Bugey.

La ville d'Ambérieu-en-Bugey est jumelée avec la ville allemande de Mering depuis 1973.
| Mering Ambérieu-en-Bugey |

## Population et société

### Démographie

#### Évolution démographique
L'évolution du nombre d'habitants est connue à travers les recensements de la population effectués dans la commune depuis 1793. Pour les communes de plus de 10 000 habitants les recensements ont lieu chaque année à la suite d'une enquête par sondage auprès d'un échantillon d'adresses représentant 8 % de leurs logements, contrairement aux autres communes qui ont un recensement réel tous les cinq ans,.

En 2022, la commune comptait 15 554 habitants, en évolution de +10,46 % par rapport à 2016 (Ain : +5,15 %, France hors Mayotte : +2,11 %).
| 1793  | 1800  | 1806  | 1821  | 1831  | 1836  | 1841  | 1846  | 1851  |
| ----- | ----- | ----- | ----- | ----- | ----- | ----- | ----- | ----- |
| 2 915 | 2 850 | 2 892 | 2 657 | 2 647 | 2 800 | 2 677 | 2 521 | 2 458 |

| 1856  | 1861  | 1866  | 1872  | 1876  | 1881  | 1886  | 1891  | 1896  |
| ----- | ----- | ----- | ----- | ----- | ----- | ----- | ----- | ----- |
| 2 472 | 2 782 | 3 047 | 2 954 | 3 427 | 3 396 | 3 618 | 3 635 | 3 548 |

| 1901  | 1906  | 1911  | 1921  | 1926  | 1931  | 1936  | 1946  | 1954  |
| ----- | ----- | ----- | ----- | ----- | ----- | ----- | ----- | ----- |
| 4 023 | 4 100 | 4 334 | 4 796 | 5 705 | 6 794 | 6 846 | 7 142 | 7 159 |

| 1962  | 1968  | 1975  | 1982  | 1990   | 1999   | 2006   | 2011   | 2016   |
| ----- | ----- | ----- | ----- | ------ | ------ | ------ | ------ | ------ |
| 7 748 | 8 949 | 9 550 | 9 737 | 10 455 | 11 436 | 12 709 | 13 839 | 14 081 |

| 2021   | 2022   | - | - | - | - | - | - | - |
| ------ | ------ | - | - | - | - | - | - | - |
| 14 854 | 15 554 | - | - | - | - | - | - | - |

#### Pyramide des âges
En 2021, le taux de personnes d'un âge inférieur à 30 ans s'élève à 39,5 %, soit au-dessus de la moyenne départementale (35,3 %). À l'inverse, le taux de personnes d'âge supérieur à 60 ans est de 24,3 % la même année, au niveau communal et départemental.
En 2021, la commune comptait 7 126 hommes pour 7 728 femmes, soit un taux de 52,03 % de femmes, légèrement supérieur au taux départemental (50,65 %).
Les pyramides des âges de la commune et du département s'établissent comme suit :
| Hommes | Classe d’âge | Femmes |
| ------ | ------------ | ------ |
| 0,6    | 90 ou +      | 1,9    |
| 6,3    | 75-89 ans    | 9,1    |
| 14,0   | 60-74 ans    | 16,4   |
| 17,7   | 45-59 ans    | 17,7   |
| 19,5   | 30-44 ans    | 17,5   |
| 21,7   | 15-29 ans    | 19,9   |
| 20,2   | 0-14 ans     | 17,5   |

| Hommes | Classe d’âge | Femmes |
| ------ | ------------ | ------ |
| 0,6    | 90 ou +      | 1,6    |
| 6,3    | 75-89 ans    | 8,1    |
| 15,5   | 60-74 ans    | 16,2   |
| 21     | 45-59 ans    | 20,4   |
| 19,8   | 30-44 ans    | 19,8   |
| 16,4   | 15-29 ans    | 15     |
| 20,4   | 0-14 ans     | 18,9   |

### Enseignement
Ambérieu-en-Bugey est située dans l'Académie de Lyon.
- Écoles : dans le public, la ville administre plusieurs écoles maternelles et élémentaires communales, du Tiret (maternelle), Jules-Ferry (maternelle et élémentaire), Jean-Jaurès (maternelle et élémentaire), Jean-de-Paris (maternelle et primaire) ; dans le privé, est l'école Sainte-Marie (maternelle et élémentaire).
- Collèges : Antoine-de-Saint-Exupéry (public) et Sainte-Marie (privé).
- Lycées : Alexandre-Bérard et de la Plaine de l'Ain[Note 7] (publics).

Un GRETA, organisme spécialisé dans la formation continue pour adultes, est basé à Ambérieu-en-Bugey. Le centre de formation d'apprentis Bernard-Palissy est aussi basé dans la commune.

### Culture

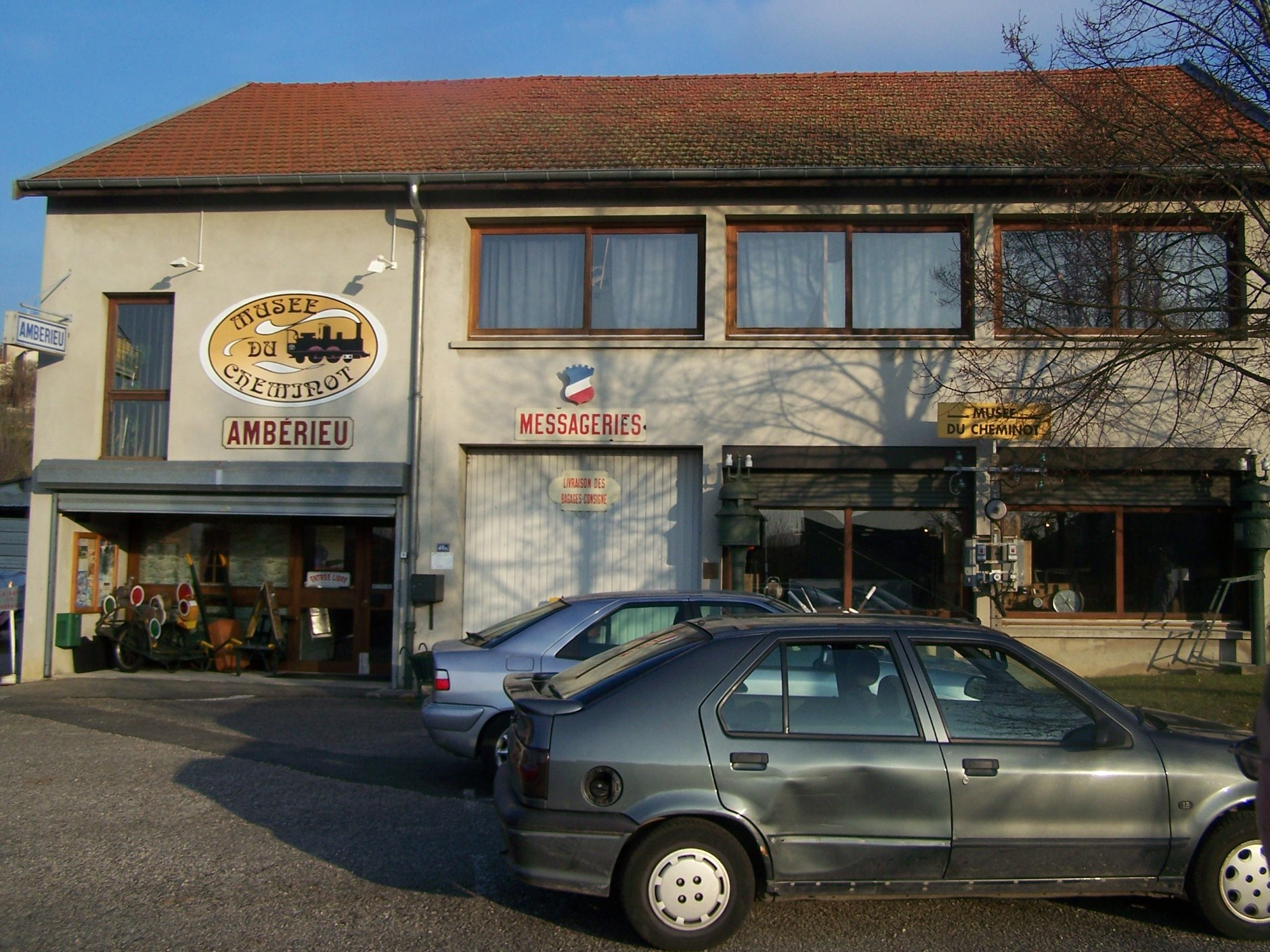
Le musée du cheminot à Ambérieu-en-Bugey.

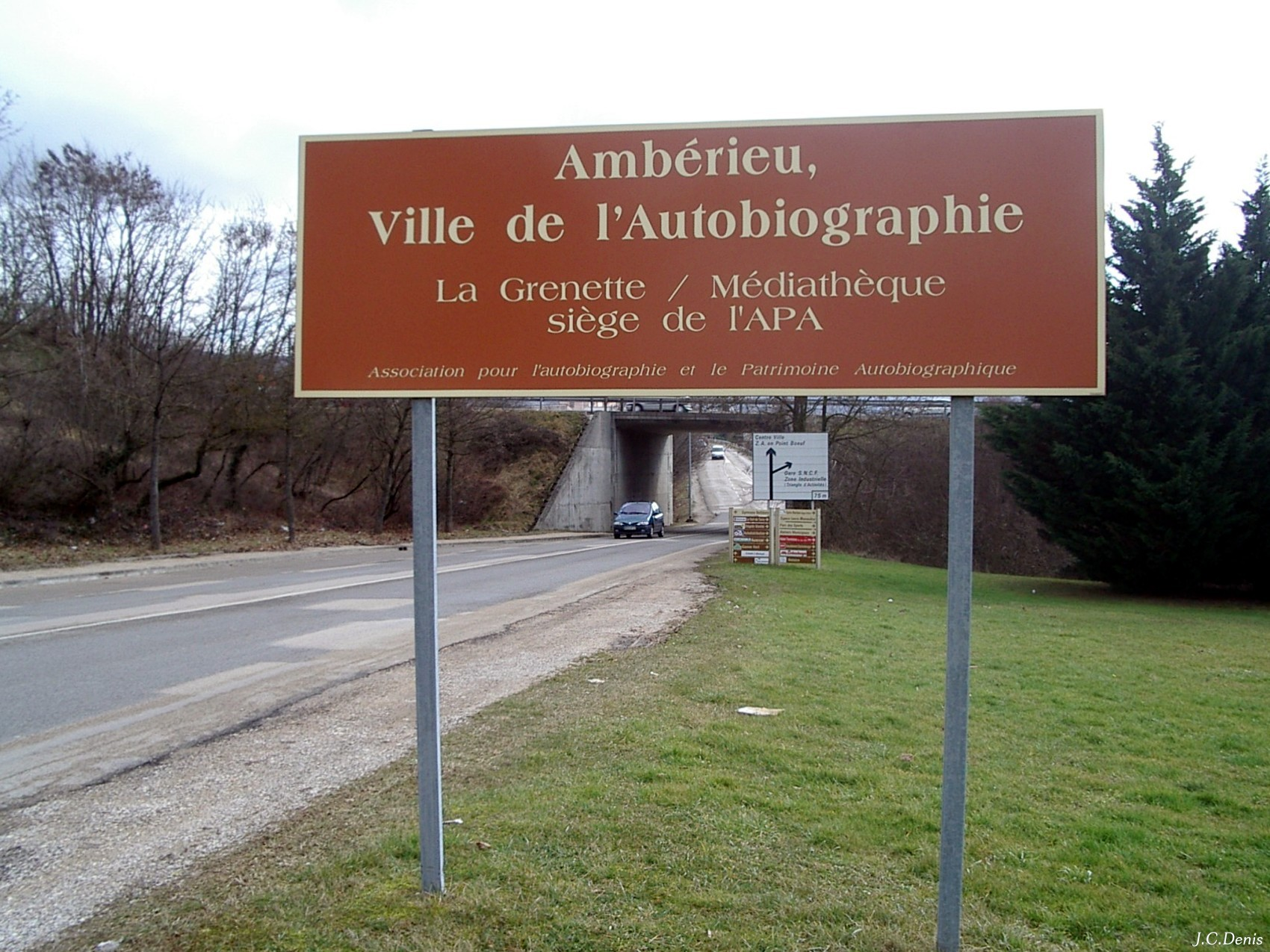
Panneau « ville de l'autobiographie ».

Outre le chemin de fer, comme tend à le montrer la création du musée du cheminot en 1987, Ambérieu-en-Bugey développe autour de sa médiathèque, un intérêt pour le patrimoine autobiographique accueillant notamment le siège de l'Association Pour l'Autobigraphie (APA).
De plus, la ville est dotée d'une maison des associations.

### Santé
Plusieurs centres médicaux sont basés à Ambérieu-en-Bugey : outre la clinique mutualiste qui inclut une maternité, se trouvent dans la ville, le cabinet médical des Allymes, le centre d'action médico-sociale précoce Paul-Mourlon et le Service d'éducation spécialisée et de soins à domicile également nommé Paul-Mourlon, et la maison médicale de garde de la plaine de l'Ain[réf. nécessaire].

### Manifestations culturelles et festivités
- Sous les étoiles, la Place : organisé depuis 2007 par la MJC d'Ambérieu, ce festival gratuit propose des concerts et des spectacles (arts de la rue) tous les vendredis soirs du mois de juillet, sur la place Jules Ferry, devant le Centre Culturel Louise Michel. Il a pris la suite du festival Jazz dans le parc, consacré aux différentes expressions du jazz, qui s'est déroulé de 1994 à 2006 dans le parc des Échelles en juillet ;
- Coups de cœur d'Avignon : festival de théâtre organisé par l'association « Théâtre et écriture », autour de la mi-mai, qui propose des spectacles repérés au cours de l'édition précédente du festival d'Avignon (festival off) ; il se tient au sein du Lycée Professionnel Alexandre-Bérard ;
- le Salon du Gourmet accueille chaque année au mois de novembre des dizaines d'exposants venus de toute la France pour présenter leurs produits artisanaux[67] ;
- La semaine musicale, autour de la fête de la Musique ;
- Espace d'un été, organisé par les services de la ville.

L'association pour l'autobiographie et le patrimoine autobiographique, située à Ambérieu-en-Bugey, organise également, de manière ponctuelle, des manifestations culturelles.

### Sports
La ville est dotée de plusieurs infrastructures sportives : les gymnases Cordier, Bellièvre, Saint-Exupéry et celui de la Plaine de l'Ain. On peut également citer, le centre nautique Laure-Manaudou, le stade Théo-Tillier et le skatepark[réf. nécessaire].

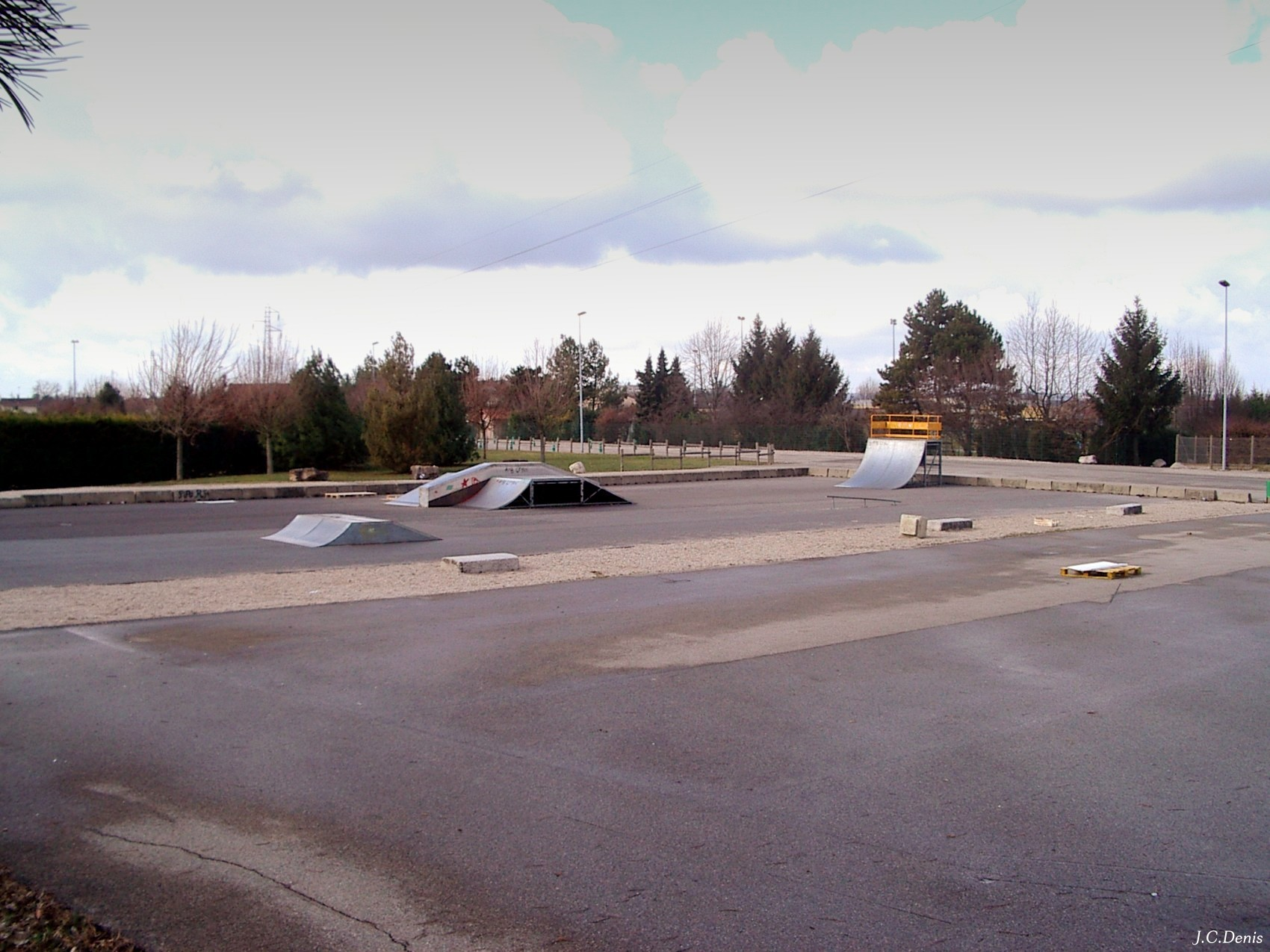
Skatepark d'Ambérieu-en-Bugey.
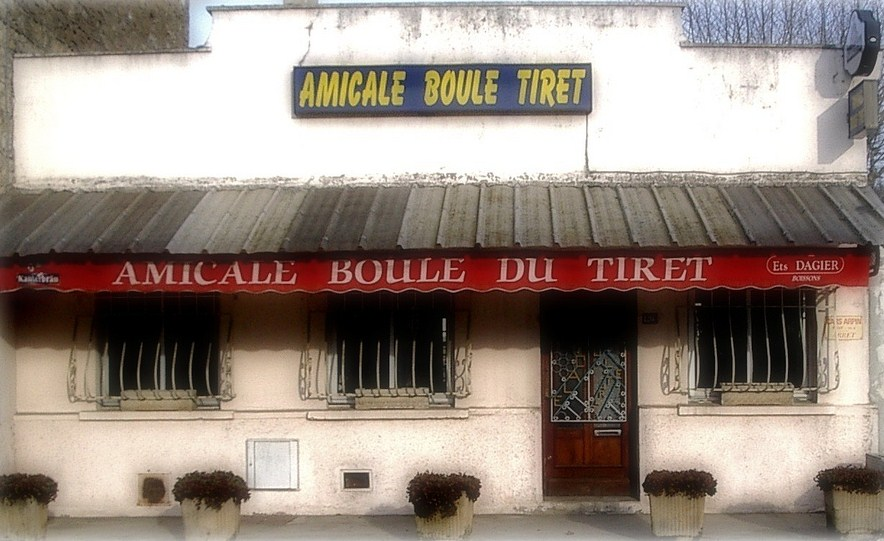
Amicale bouliste du Tiret.
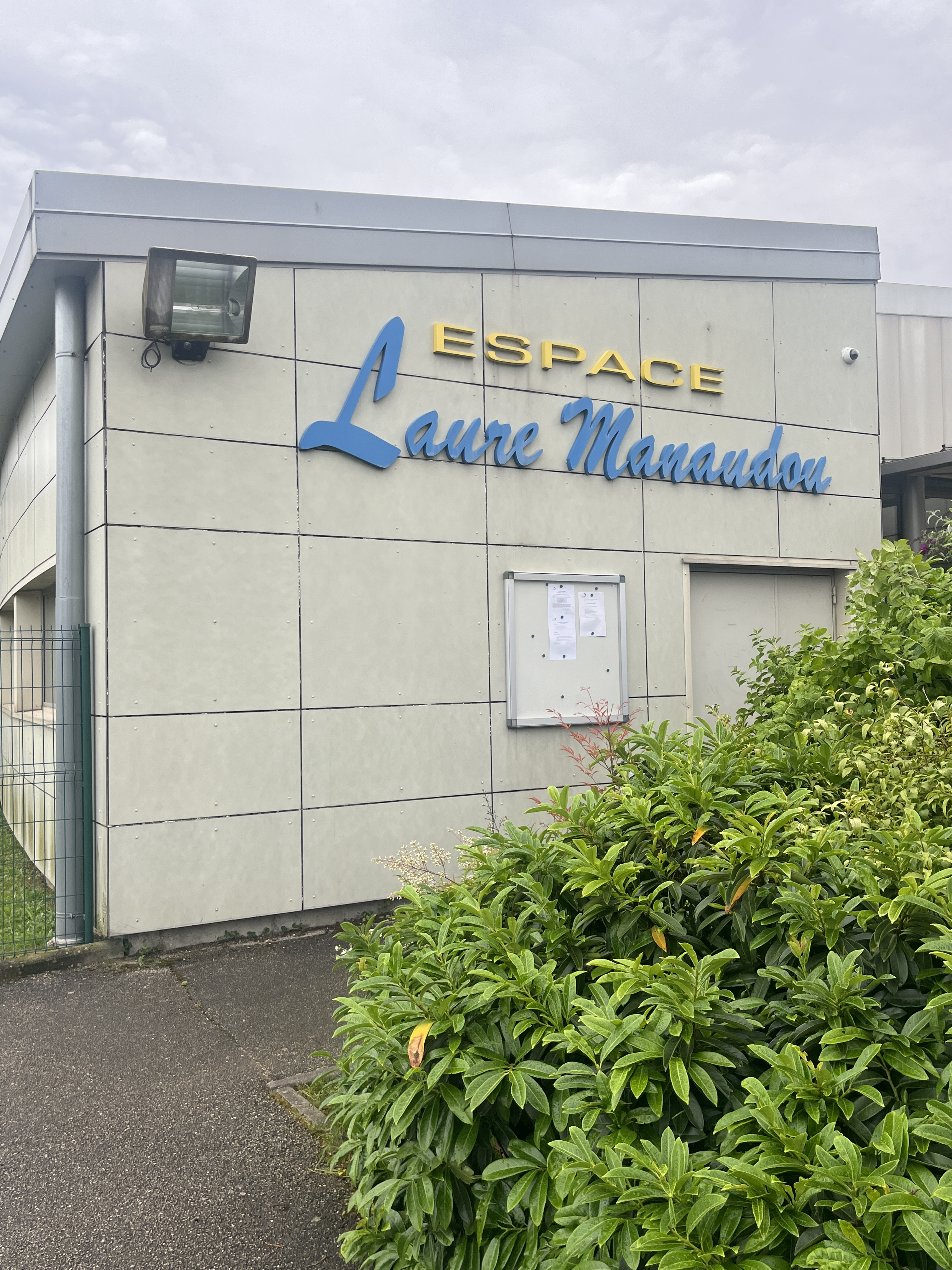
Espace nautique Laure-Manaudou.

### Médias
Le journal Le Progrès propose une édition quotidienne dédiée à la région du Bugey. Voix de l'Ain est un hebdomadaire qui propose des informations locales pour les différentes régions du département. Le Journal du Bugey est un hebdomadaire qui propose lui, des informations davantage centrées sur le secteur d'Ambérieu-en-Bugey et de ses environs.
La chaîne France 3 Rhône-Alpes émet dans la ville.
La station de radio locale FC Radio couvre principalement la région ambarroise sur le 97.6 FM. Elle est originaire de Montluel.
La commune fait l'objet d'une couverture médiatique importante avec la disparition de Anne-Charlotte Poncin le 5 janvier 2016 sur la commune. Le crâne et les restes de son corps sont retrouvés en 2023 dans un bois près de la ville.

### Cultes

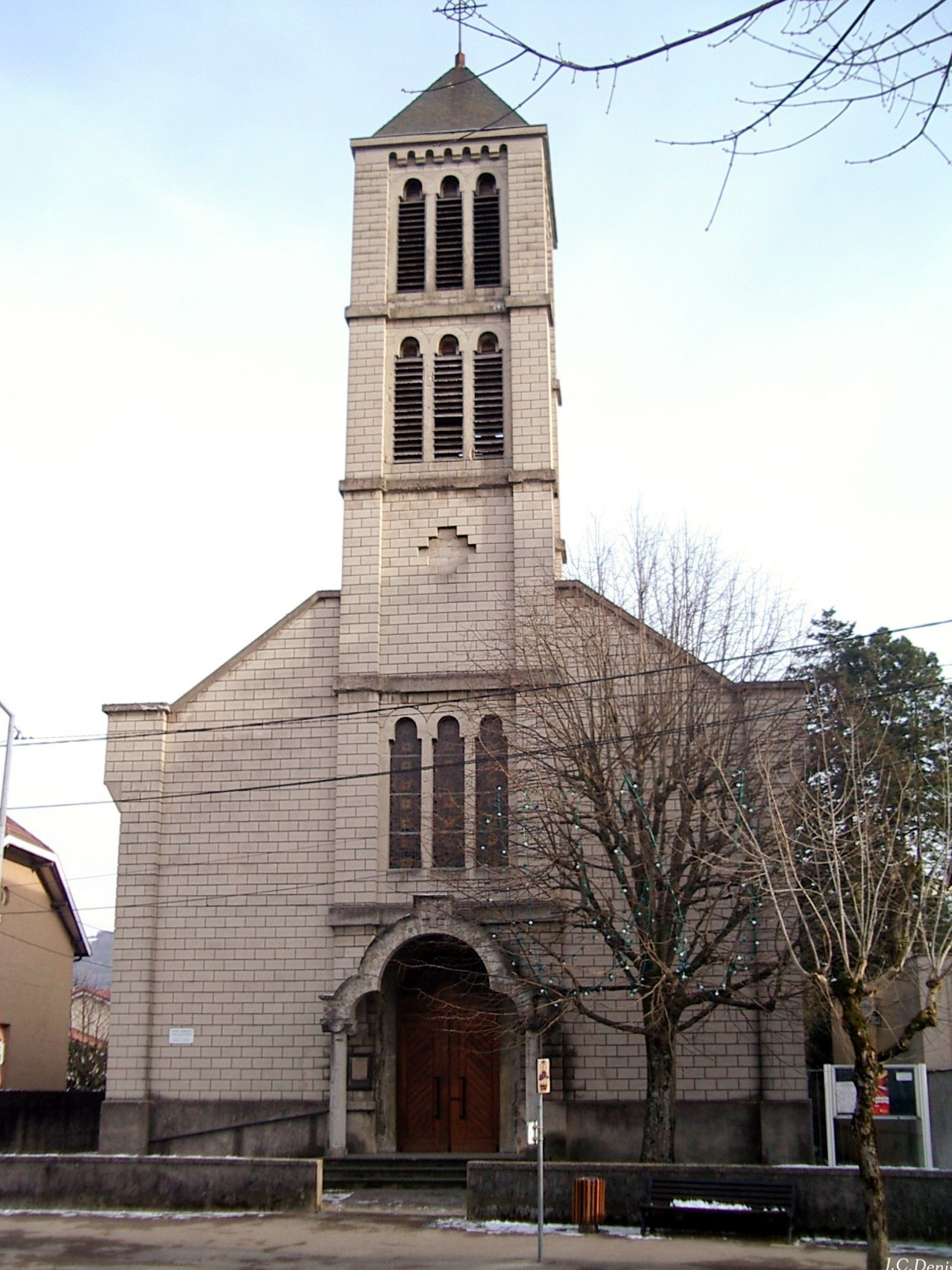
L'église Saint-Jean-Marie-Vianney.

- Culte catholique

La ville relève du groupement paroissial du même nom, qui comprend également Bettant, Château-Gaillard, Saint-Denis-en-Bugey et Saint-Maurice-de-Rémens, au sein du diocèse de Belley-Ars. Elle possède deux églises, Saint-Jean-Marie-Vianney, avenue Roger Salengro et Saint-Symphorien, rue Amédée Bonnet. La chapelle Notre-Dame de la Côte, place Publique de Saint-Germain, la chapelle Saint-Roch aux Allymes et la chapelle de la rue du Tremollard.
- Culte protestant

Un temple protestant évangélique est établi au 31 rue de la Résistance.
- Culte musulman

La ville d'Ambérieu-en-Bugey est pourvue de deux mosquées.
La première, la mosquée Essalem, dont le permis de construire est délivré par la mairie en 2013 , a ouvert ses portes aux fidèles en 2017 et a été inaugurée en octobre 2018, elle est implantée au 34 Av. Maréchal de Lattre de Tassigny.
La commune est également pourvue d'une mosquée turque, située au 190 Rue Berthelot.
- Témoins de Jéhovah

En 2017, les témoins de Jéhovah sont implantés dans la ville d'Ambérieu-en-Bugey, au 1 rue Émile-Bravet.

### Franc-maçonnerie
Une loge maçonnique, la Fraternité bugeysienne, est basée à Ambérieu-en-Bugey. Elle dispose d'ailleurs d'un temple maçonnique situé sur la commune de Saint-Denis-en-Bugey. Elle est affiliée au Grand Orient de France[réf. nécessaire].

## Économie

### Revenus de la population et fiscalité
En 2008, selon l'enquête de l'Insee, les revenus moyens nets par foyer étaient en 2008 de l'ordre de 21 335 euros par an.
54,0 % des foyers fiscaux de la commune étaient alors imposables.
En 2008 toujours, le revenu fiscal médian par ménage était de 17 750 €, ce qui plaçait Ambérieu-en-Bugey au 13 724e rang parmi les 31 604 communes de plus de 50 ménages en métropole.

### Emploi
En 2007, la population d'Ambérieu-en-Bugey se répartissait ainsi : 66,3 % d'actifs, ce qui est nettement supérieur au 45,2 % d'actifs de la moyenne nationale, et 7,4 % de retraités, un chiffre très inférieur au 18,2 % national.
En 2007 toujours, le taux de chômage était de 10,5 % contre 12,1 % en 1999.
Une agence Pôle emploi pour la recherche d'emploi est localisée dans la ville.
Répartition des emplois par domaine d'activité en 2007
|                             | Agriculteurs | Artisans, commerçants, chefs d'entreprise | Cadres, professions intellectuelles | Professions intermédiaires | Employés | Ouvriers |
| --------------------------- | ------------ | ----------------------------------------- | ----------------------------------- | -------------------------- | -------- | -------- |
| Ambérieu-en-Bugey           | 0,4 %        | 6,1 %                                     | 9,5 %                               | 22,7 %                     | 29,2 %   | 32,2 %   |
| Moyenne nationale           | 2,4 %        | 6,4 %                                     | 12,1 %                              | 22,1 %                     | 29,9 %   | 27,1 %   |
| Sources des données : INSEE |              |                                           |                                     |                            |          |          |

### Entreprises et commerces
Au 1er janvier 2010, Ambérieu-en-Bugey comptait 908 établissements : 59 étaient spécialisés dans une activité industrielle, 89 dans la construction, 618 dans le commerce, 15 en agriculture et 142 étaient relatives au secteur administratif.
En 2010, 97 entreprises ont été créées sur le territoire dont 69 sous le régime auto-entrepreneur.
Liste des entreprises créées à Ambérieu-en-Bugey[réf. nécessaire] :
- Cotélac : créée en 1993, par Pierre Pernod et Raphaëlle Cavalli ;
- OOGarden : créée en 2006, par Sylvain Legoux.

### Tiers-lieux
Le Lab01, est un fablab situé dans la maison des entreprises et des savoirs, quartier gare à Ambérieu, a ouvert ses portes en septembre 2016. C'est un tiers-lieu où l'on trouve un espace de coworking, un atelier de fabrication numérique et un Living Lab. L'espace fablab est équipé de différentes machines comme des imprimantes 3d, découpeuse laser et autres.

## Culture et patrimoine

### Monuments civils

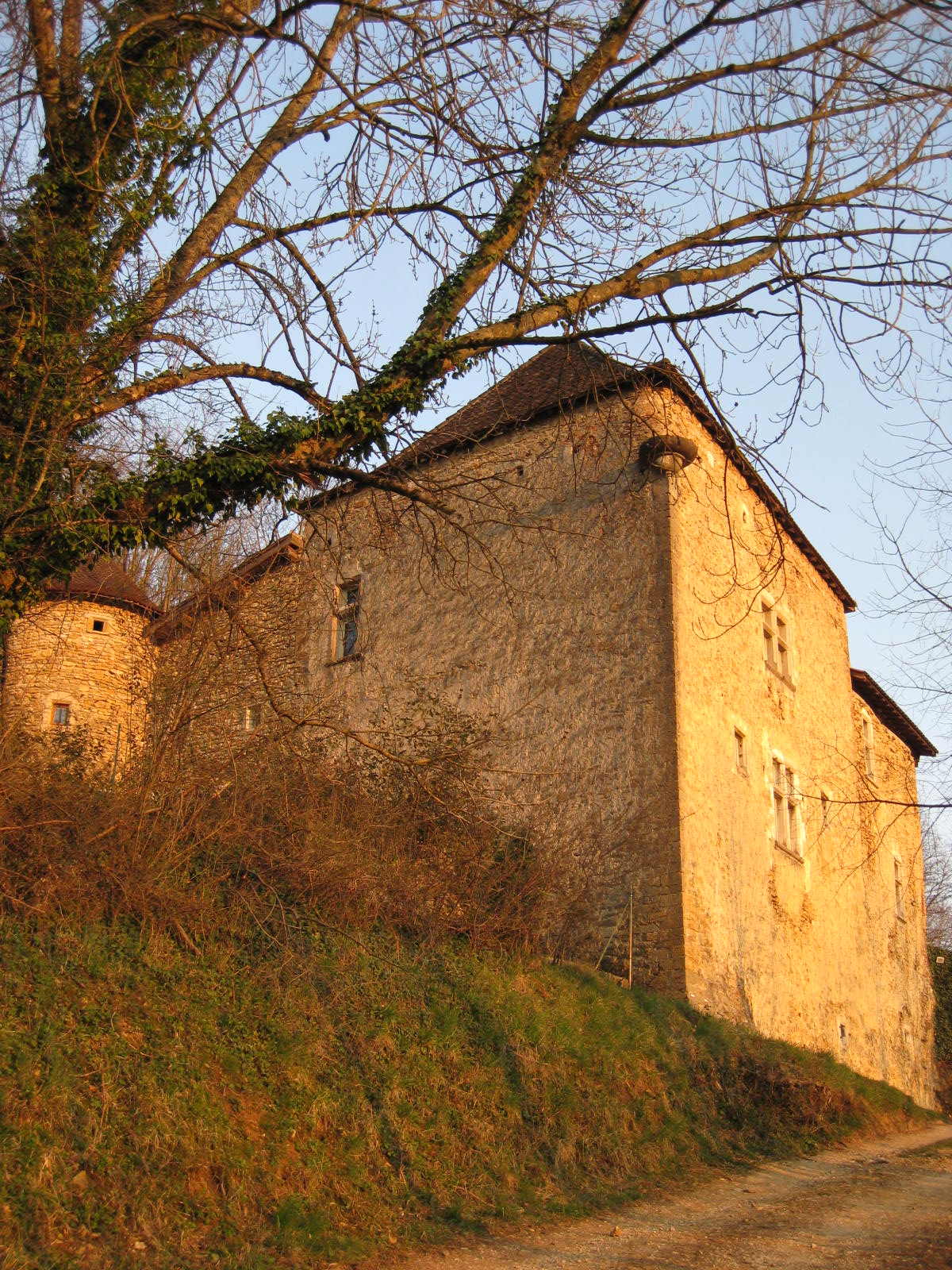
La tour de Gy.

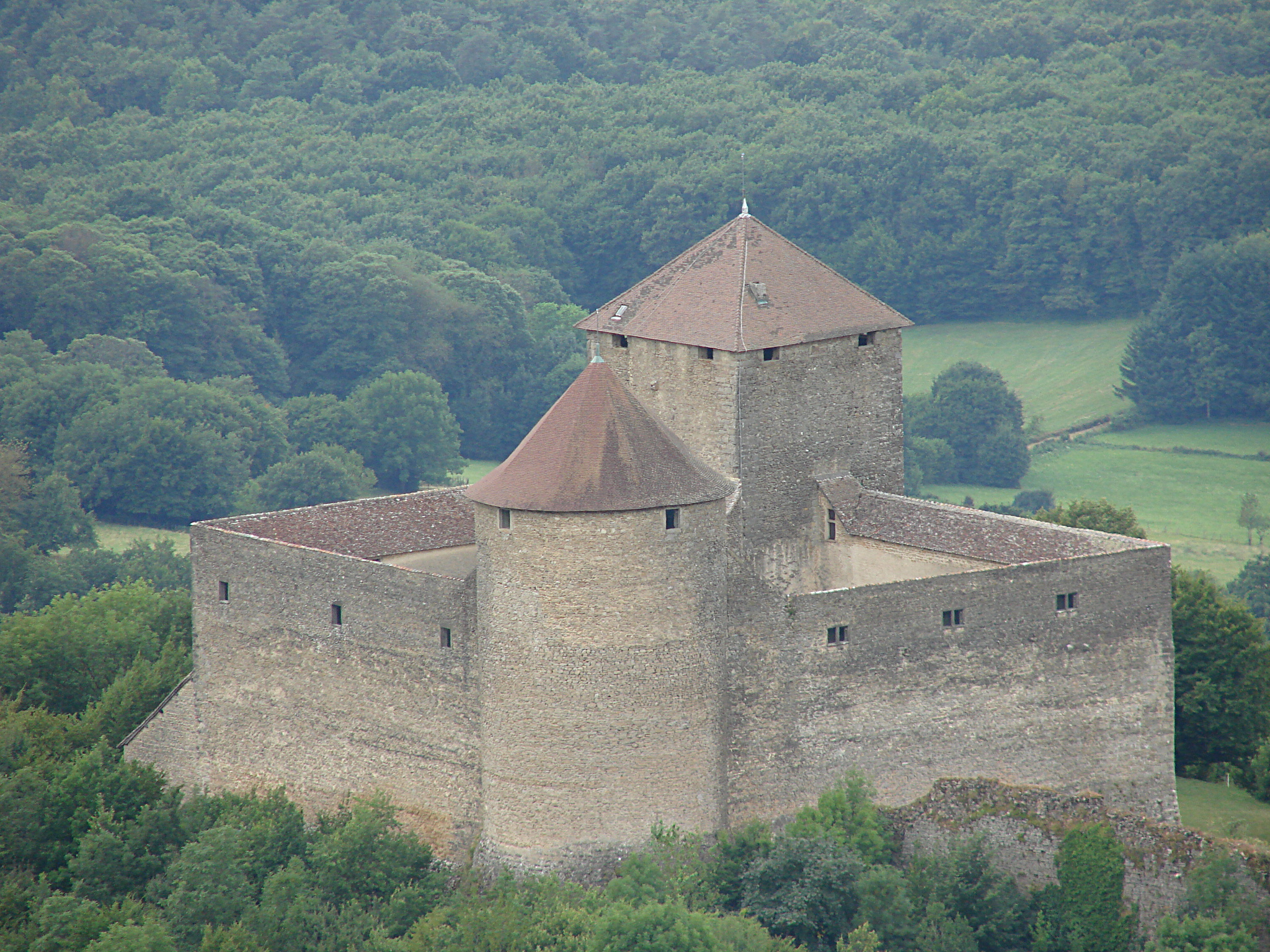
Le château des Allymes.

- Château des Allymes « castrum Alemorum ». C'est un ancien château fort du XIVe, rebâti au XVIe et restauré au XIXe siècle[77], centre de la seigneurie des Allymes, qui se dresse au hameau éponyme.

C'est le seul exemplaire de forteresse médiévale du Bugey.
Au titre des monuments historiques : le château est classé par arrêté du 20 juillet 1960 ; les ruines de l'ancienne enceinte extérieure sont partiellement inscrites par arrêté du 21 août 1967 ; les vestiges de la basse-cour, de la barbacane, de la tour extérieure nord et de la courtine sont classés par arrêté du 2 décembre 1993.
- Maison forte de Saint-Germain, dite tour de Gy. C'est une ancienne maison forte, des XIVe et XVe siècles, centre de la seigneurie de Gy.

Elle est inscrite au titre des monuments historiques par arrêté du 6 décembre 1984.

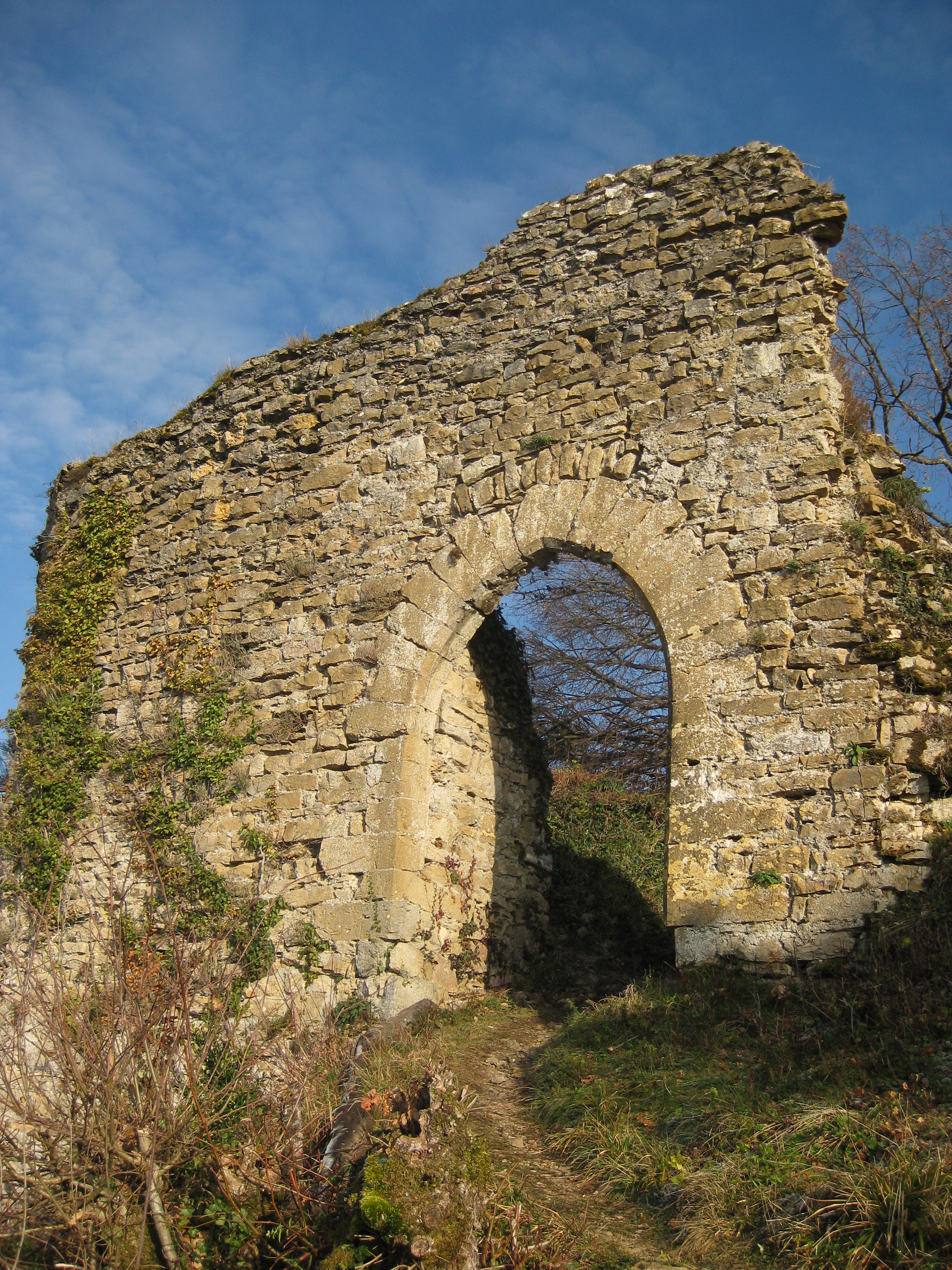
Porte ogivale du château de Saint-Germain.

- château de Saint-Germain. C'est un ancien château fort en ruine, situé à 2 km au sud-est du bourg sur un éperon. Fondé au XIIe ou XIIIe siècle, il fut le centre de la seigneurie et de la châtellenie de Saint-Germain-d'Ambérieu[Note 10].

Le château fut au cœur des affrontements que se livrèrent en Bugey, les comtes de Savoie et les dauphins de Viennois au XIIIe et XIVe siècles. En 1210, il parvient à Albert III de La Tour du Pin à la suite de son mariage avec Béatrice de Coligny. En 1321 il est pris par le comte de Savoie qui le fait reconstruire. Il est ruiné à la fin du XVIe siècle par les troupes du roi Henri IV.
- Château des Échelles du XIXe siècle dans le quartier de Vareille. À l'origine il était situé sur les terres de la famille Buynand Échelles[81]. Son parc est inscrit jardin remarquable à l'Inventaire général du patrimoine culturel[82].
- Autres monuments

Par ailleurs, sur le territoire communal se dressent ou se sont dressés : une station gauloise, au hameau de Saint-Germain ; une poype ou motte castrale, au lieu-dit la Poype ; le château de Bons ; le château du Tiret, cité en 1339 ; la bâtie de Brey-de-Vent ; le château des Croix, du début du XVIIIe siècle.

### Monuments religieux
- Chapelle Notre-Dame de la Côte (Saint-Germain) du XVIIIe siècle.

Elle abrite un retable en bois polychrome du XVIe siècle, classé au titre objet aux monuments historiques, évoquant des scènes de la vie de la Sainte Vierge en sept tableaux, et des vitraux représentant Blanche de Castille et sainte Catherine.
- Église Saint-Roch des Allymes. Elle renferme une toile du XVIIe siècle (1606) de Vespasianus Longus, classée monument historique, représentant notamment La Vierge au Rosaire, saint Dominique et sainte Catherine de Vienne.
- Église Saint-Symphorien, du XIXe siècle, en centre-ville.
- Église dédiée à saint Jean-Marie Vianney, du XXe siècle, dans le quartier de la gare.
- Temple de l'Église réformée, place Marcelpoil.
- Chapelle du château du Tiret.

### Patrimoine naturel
La commune compte plusieurs parcs : celui dit du « Lac Bleu », dans le quartier de Vareilles ; celui des Échelles, classé jardin remarquable, dans lequel chaque année en juillet se déroulait le festival de jazz Jazz dans le parc et enfin le « Parc du Grand Dunois ».

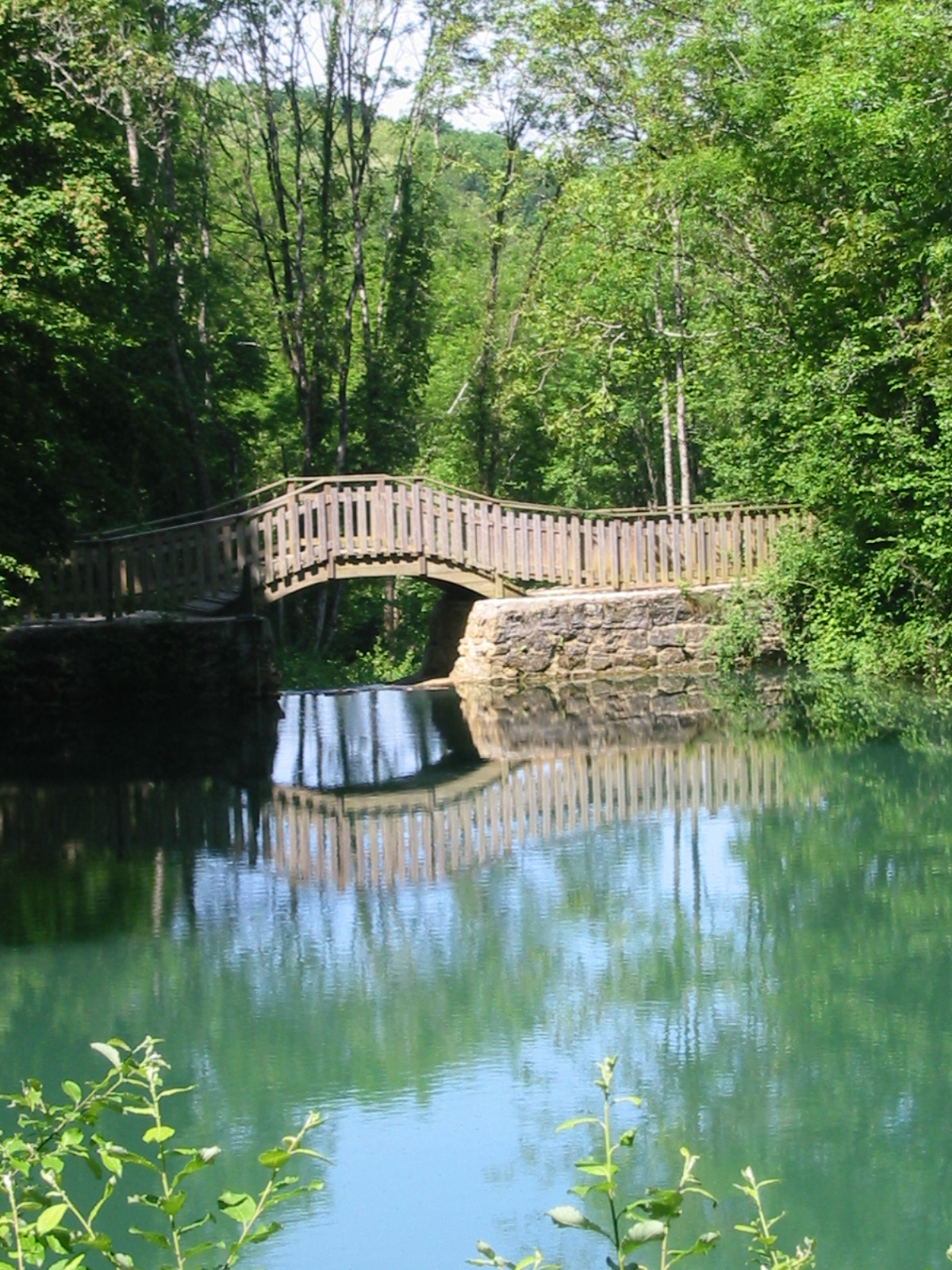
Lac Bleu, quartier de Vareilles.
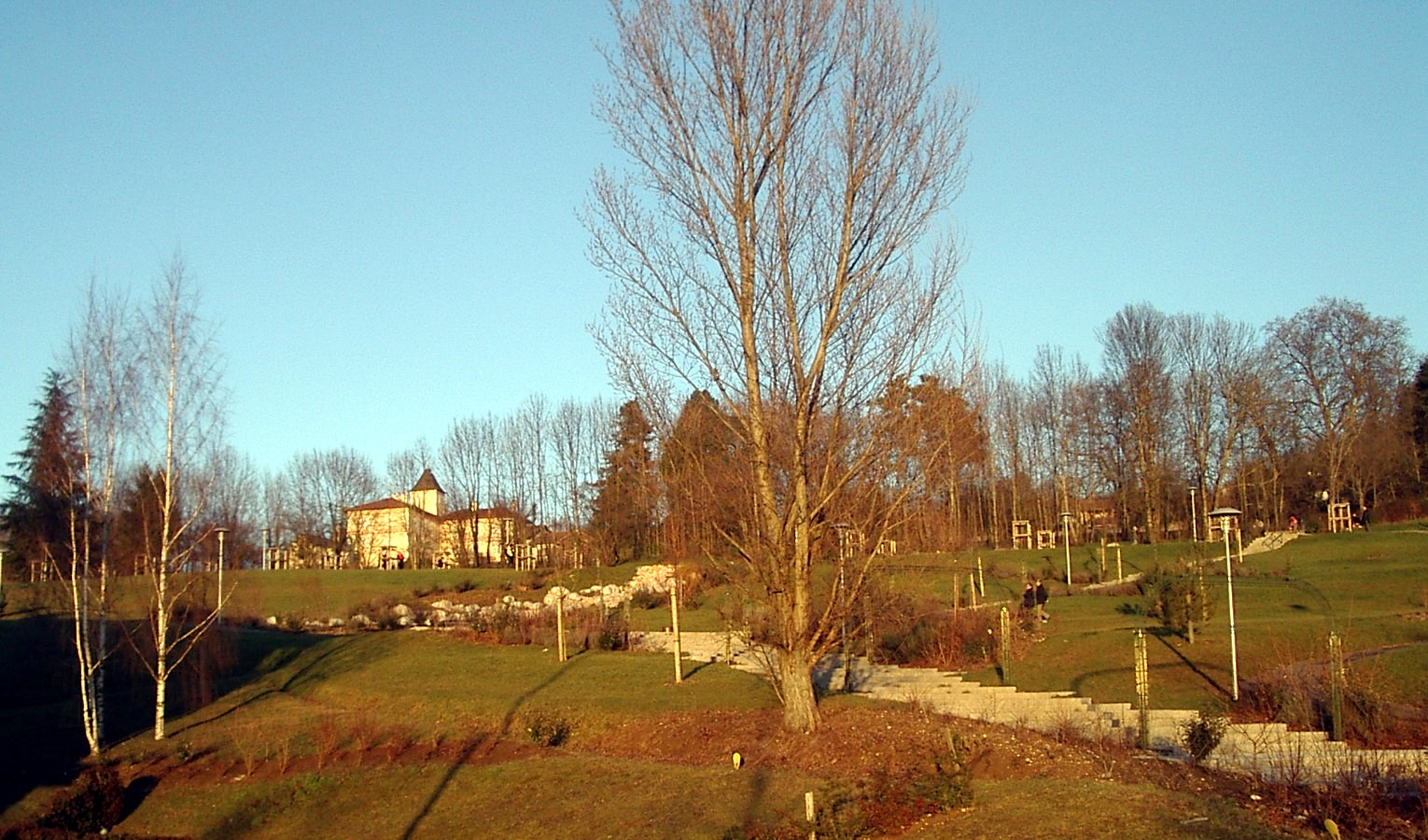
Vue du parc du Grand Dunois.
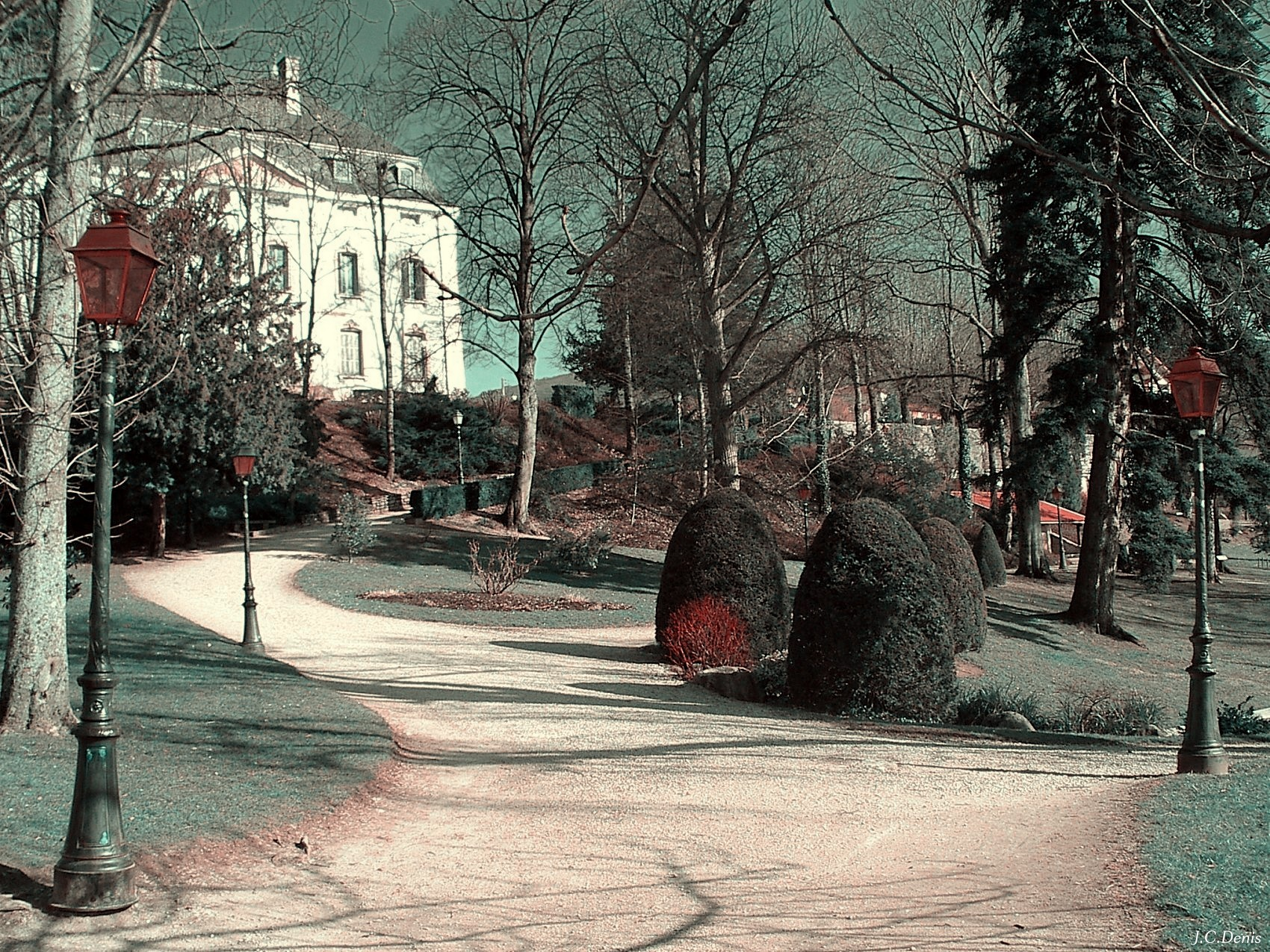
Vue du parc des Échelles.

### Espaces verts et fleurissement
En 2014, la commune de Ambérieu-en-Bugey a été récompensée par le « Concours des villes et villages fleuris » avec deux fleurs. La commune a reçu la première fleur des villes et villages fleuris en 2005 et la seconde en 2008.

### Ambérieu-en-Bugey et le cinéma
Plusieurs films ont été tournés partiellement à Ambérieu-en-Bugey : en 2001, L'Emploi du temps de Laurent Cantet ; et en 2004, Cause toujours ! de Jeanne Labrune.

### Personnalités liées à la commune
- Alexandre Bérard (1859-1923), homme politique, ministre, député et sénateur de l'Ain et pilier de la loge maçonnique de la Fraternité bugeysienne.
- Amédée Bonnet (1809-1858), chirurgien, un des précurseurs de la chirurgie orthopédique.
- Claude Victor de Boissieu (1784-1868), peintre, fut maire d'Ambérieu.
- Marcel Demia, résistant français.
- Marius Lacrouze (1897-1917), pilote d'avion, a appris à piloter à Ambérieu.
- Laure Manaudou (1986- ), championne de natation, membre du club de natation de la commune de 1992 à 2001, avant qu'elle rejoigne l'entraîneur Philippe Lucas à Melun, puis de septembre 2007 à janvier 2008 ; le centre nautique porte son nom.
- Florent Manaudou (1990- ), nageur français spécialiste en nage papillon et en nage libre, il remporte la médaille d'or du 50 m nage libre le 3 août 2012 lors des Jeux olympiques de Londres.
- Denise Perrier, Miss monde en 1953.
- Georges Joseph Ranque (1898-1973), métallurgiste inventeur du tube de Ranque.
- Bernard Schonberg (1908-1944), grand-rabbin de Lyon, membre de la Résistance, est arrêté à Ambérieu le 26 mai 1943 et déporté à Auschwitz.
- Roger Vailland (1907-1965), écrivain, a vécu au hameau des Allymes.
- Henri Vicaire (1802-1865), né à Ambérieu le 25 novembre 1802, directeur général des forêts, commandeur de la Légion d'honneur, vice-président du conseil général de l'Ain.
- Gabriel Vicaire (1848-1900), poète du Bugey qui vécut, durant ses jeunes années, dans la ville.

### Héraldique
| Blason de Ambérieu-en-Bugey | Blason  | Coupé, au premier échiqueté d'or et d'azur de deux tires, au second de gueules, au lion d'hermine brochant sur le tout. |
| Blason de Ambérieu-en-Bugey | Détails | Le statut officiel du blason reste à déterminer.                                                                        |